# Williams-Nunatak
Der Williams-Nunatak ist ein kleiner, 50 m hoher Nunatak an der Budd-Küste im ostantarktischen Wilkesland. Er ragt unmittelbar östlich der Windmill-Inseln an der Südseite der Mündung des Peterson-Gletschers in die Penney Bay auf.
Luftaufnahmen der US-amerikanischen Operation Highjump (1946–1947) vom Februar 1947 dienten seiner Kartierung. Das Advisory Committee on Antarctic Names benannte ihn 1956 nach Calvin E. Williams, Mitglied einer von zwei Fotografen-Einheiten der Operation Windmill (1948–1949), welche im Januar 1948 (Luft-)Aufnahmen in diesem Gebiet erstellt hatte.